# Cocoon (今日マチ子の漫画)
『cocoon』（コクーン）は、今日マチ子による日本の漫画。『Eleganceイブ』（秋田書店）2009年5月号より連載開始し、2010年7月号まで連載された。単行本は全1巻。2010年文化庁メディア芸術祭審査員会推薦作品。なおcocoonは英語で繭を意味する。

## ストーリー
第二次世界大戦中の沖縄におけるひめゆり学徒隊を題材とした戦争漫画。学徒隊に動員されたサンを主人公とし、クラスメイトや親友のマユと共に戦火を生き抜く物語。

## 舞台版
マームとジプシーによって舞台化され、2013年8月5日-18日／東京芸術劇場シアターイーストで上演。作・演出は藤田貴大、音楽は原田郁子が担当。2015年には、沖縄を含む全6都市にて再上演・巡演が行われ、2020年には7月上旬から8月下旬にかけ全国6都市で再々上演の予定が新型コロナウイルス蔓延のため2022年に延期となり、全国9都市で公演が行われた。舞台はWOWOWで放送、U-NEXTで配信され、Blu-ray/DVDも発売となっている。

## テレビアニメ
アニメ「cocoon〜ある夏の少女たちより〜」の監督は伊奈透光。音楽は牛尾憲輔。声優としてはマユを満島ひかりが、サンを伊藤万理華が担当した。 アニメーションプロデューサーは舘野仁美（元スタジオジブリ）。アニメーション制作はササユリ。制作はNHKエンタープライズ。エンディングで流れる主題歌は音楽デュオ「羊毛とおはな」の楽曲「ずっと ずっと ずっと」を伊藤万理華がカバーしたもので、原田郁子がアレンジを担当した。
戦後80年である2025年に戦争について思考をめぐらせるためにつくられた。NHK BSにて3月30日00：25（29日深夜24：25）から「特集アニメ」として60分先行放送された。8月25日にはNHK総合（地上波）で放送される予定。

### キャスト
サン
声 - 伊藤万理華
本作の主人公。学徒隊に動員された女学生。洞窟で負傷兵のケアに当たっていた。その後、敵軍の激しい攻撃の中、多くの仲間を失いながらも親友のマユとは行動を共にし、絶望的な状況下で互いに支え合っている。
マユ
声 - 満島ひかり
サンの親友で学徒隊に動員された女学生となっているが実は徴兵を逃れるため髪をのばし入学した男子学生。絶望的な状況下でも、常に主人公のそばに寄り添い、心の支えとなる。

### スタッフ
- 原作 - 今日マチ子[5][27][28]
- 監督・絵コンテ・作画監督 - 伊奈透光[24][27][29]
- 脚本 - 伊奈透光、岸本卓[27][29]
- キャラクターデザイン - めばち[27][29]
- プロップデザイン・サブキャラクターデザイン - 尾崎智美[27]
- 美術監督 - 渡邊洋一[29]
- 編集 - 後藤正浩[29]
- 音楽 - 牛尾憲輔[24][27][29]
- アニメーションプロデューサー - 舘野仁美、有村虎彦[27][29]
- アニメーション制作 - ササユリ[24][27][29]
- 制作・著作 - 日本放送協会[30]

### 主題歌
エンディングテーマ「ずっと ずっと ずっと 〜cocoon Ver.〜」
歌 - 伊藤万理華 / 作詞・作曲 - 千葉はな（羊毛とおはな） / 編曲 - 原田郁子

## 書誌情報
- 今日マチ子『COCOON』 秋田書店、全1巻
  1. 2010年8月5日発売 ISBN 978-4-253-10490-6
- 今日マチ子『COCOON』 秋田書店〈秋田文庫〉、全1巻
  1. 2015年4月17日発売 ISBN 978-4-253-18138-9

## 関連作品
『cocoon』は同作者の『アノネ、』、『ぱらいそ』とあわせて戦争三部作をなす。